# Jay Kim
Chang-jun "Jay" Kim (ur. 27 marca 1939 w Seulu) – amerykański polityk z Kalifornii.

## Młodość
Jay Kim urodził się w Seulu w Korei Południowej. Podczas wojny koreańskiej jego dom został zniszczony. W 1961 roku wyemigrował do Stanów Zjednoczonych, gdzie ukończył studia z zakresu inżynierii na Uniwersytecie południowej Kalifornii. Później uzyskał doktorat z nauk politycznych na Uniwersytecie HanYang.
W 1962 roku wziął slub z Jung Ok (June) Kim. Obecnie jego żoną jest Jennifer Ahn.
W 1976 roku stworzył JAYKIM Engineers. Firma zajmowała się projektowaniem autostrad i rekultywacją wodną. Firma zatrudniała 130 pracowników i posiadała trzy biura w zachodnich stanach i jest zarejestrowana w pięciu. Jego firma należała do 500 najlepszych firm projektowych w kraju.

## Kariera polityczna

### Polityka lokalna
Kim został wybrany radnym miasta Diamond Bar (obecnie część Los Angeles) w 1990 roku a następnie został wybrany burmistrzem.

### Izba Reprezentantów (1993- 1999)
Kim został wybrany do Izby Reprezentantów w 1992 roku z ramienia Partii Republikańskiej z nowo utworzonego 41. dystryktu wyborczego. Został pierwszym azjatyckim imigrantem i Amerykaninem koreańskiego pochodzenia wybranym do Kongresu USA.
Po nie uzyskaniu ponownej nominacji w 1998 roku, Kim próbował uzyskać nominację w 42 dystrykcie wyborczym lecz przegrał w prawyborach z Elią Pirozzi.

## Kontrowersje
Darowizny w czasie kampanii Jaya Kima zostały poddane analizie z powodu podejrzenia nieprawidłowości. Ostatecznie przyznał się do winy i przyjęcia 230 000 $ nielegalnych darowizn. Został skazany na dwa miesiące aresztu domowego. W tamtym czasie była to najwyższa kwota przyjętych nielegalnych datków.

## Inna aktywność
Kim pisze artykuły dla The Korea Times, jest przewodniczącym Washington American Korean Forum i honorowym ambasadorem prowincji Gyeonggi.